# Huis Verduynen
Huis Verduynen is een voornaam huis te Echt, gelegen aan Berkelaarseweg 15.
Het huis werd in 1400 voor het eerst vernoemd, maar in 1667, na een brand, herbouwd. Het omgrachte herenhuis kwam in 1785 in bezit van J.A. Michiels, die drossaard was van Ambt Montfort.
In de 19e eeuw werd de voorgevel aangepast aan de toenmalige smaak, en deze is streng symmetrisch met middenrisaliet en fronton. Een brug verschaft toegang.
Het huis bevat in de keuken een schouw uit de 17e eeuw met kariatiden en in de woonkamer een schouw met ionische pilasters. De plavuizenvloer in de hal is 18e-eeuws.
Een koetshuis bevindt zich langs het voorplein, terwijl daar ook een 19e-eeuwse pomp te vinden is. Verder is er een geometrisch aangelegde siertuin.
Huis, brug, tuin, koetshuis, pomp en tuinmuur zijn geklasseerd als Rijksmonument. Het koetshuis is tot februari 2020 in gebruik geweest als tandartspraktijk.